# Norma Dettmeijer-Labberton
Marjorie Norma Waltera Dettmeijer-Labberton (Den Haag, 24 mei 1914 – Den Haag, 26 november 2009) was een Nederlands politicus. Zij was van 1968 tot 1971 namens de Volkspartij voor Vrijheid en Democratie (VVD) lid van de Tweede Kamer der Staten-Generaal.

## Biografie
Dettmeijer-Labberton was de dochter van een Nederlandse vader en een Britse (Australische) moeder. Ze doorliep het Gymnasium Haganum in Den Haag en studeerde Nederlands recht aan achtereenvolgens de Rijksuniversiteit Leiden en de Gemeentelijke Universiteit van Amsterdam.
Direct na de Tweede Wereldoorlog was ze lid van het tribunaal voor de berechting van politieke delinquenten. Dettmeijer-Labberton was vanaf de oprichting in 1948 lid van de VVD. Van 1958 tot 1970 was ze voor deze partij lid van de Provinciale Staten van Zuid-Holland. Van 1968 tot 1975 was ze voorzitter van de Vrouwen in de VVD. In 1968 kwam Dettmeijer-Labberton tussentijds in de Tweede Kamer, als opvolger van Haya van Someren. In het parlement hield ze zich bezig met maatschappelijk werk, ouderen, oorlogs- en vervolgingsslachtoffers, bijstand en civiele verdediging. Na de Tweede Kamerverkiezingen 1971 verdween ze uit de Kamer.

## Privéleven
Norma Dettmeijer-Labberton was twee keer gehuwd. Haar tweede huwelijk in 1942 was met Dick Wilhelm Dettmeijer, mede-oprichter van de Partij van de Vrijheid (voorloper van de VVD) en o.a. namens de VVD wethouder in Den Haag. Ze was een schoonzus van de Nederlandse topambtenaar, later secretaris-generaal van de OESO en nadien minister van Staat Emiel van Lennep. De schrijfster Mien Labberton is een tante van Dettmeijer-Labberton.
- Biografisch Portaal: 31968897
- Parlement.com: vg09lldzhute